# Ludvig Nobel

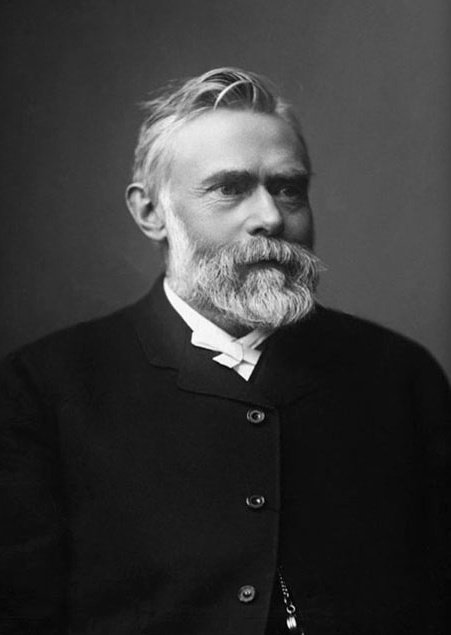
Ludvig Nobel

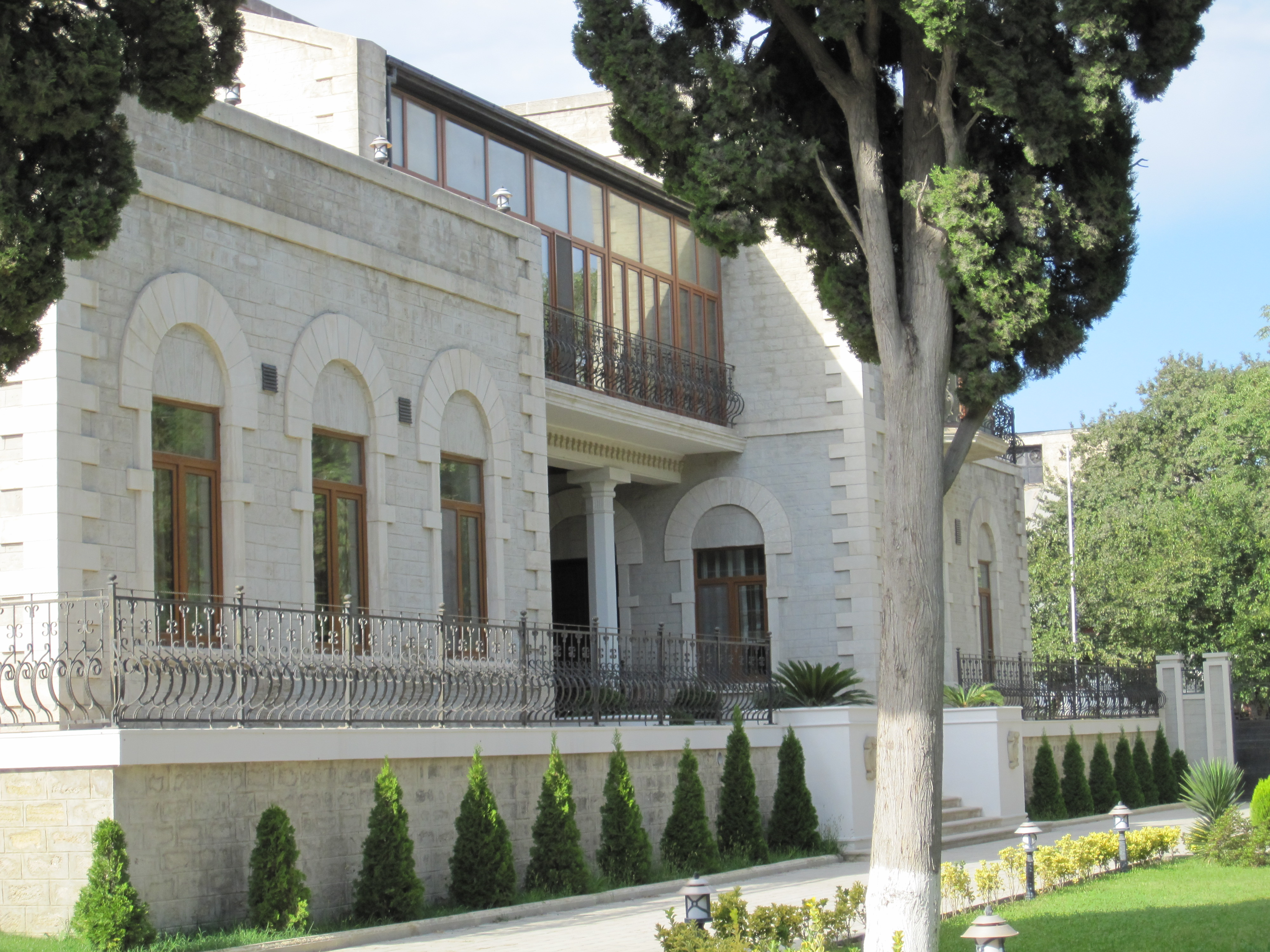
Villa Petrolea in Bakoe

Ludvig Immanuel Nobel (Stockholm, 27 juli 1831 - Cannes, 12 april 1888) was een Zweeds zakenman en de op een na oudste broer van uitvinder Alfred Nobel. Met zijn andere broer Robert leidde hij hun bedrijf Branobel, een oliemaatschappij in Bakoe.
Hij woonde in Sint-Petersburg en leidde de fabriek van zijn vader Immanuel Nobel. Hij stuurde zijn broer Robert op prospectie naar Zuid-Rusland om notenhout voor de geweerproductie, in opdracht voor de tsaar. Robert vond echter olie en zij zetten hun eigen bedrijf op in 1876. Ludvig vond betere olieraffinage uit, pijpleidingen en olietankers. Op een gegeven moment produceerde Bakoe 50% van de olie in de wereld en was Ludvig Bakoe's oliekoning. Ludvig en Robert lieten een groot park aanleggen (dat nog steeds bestaat) in het Zwarte Stad-deel van Bakoe, vlak bij hun huis, Villa Petrolea.
Na het overlijden van Ludvig nam zijn zoon Emanuel de leiding over van Branobel.
Ongeveer 12% van het geld dat Alfred naliet voor de Nobelprijs kwam van zijn aandelen in Branobel. Hij was de grootste individuele aandeelhouder.